# Rudolf Meyer (Politiker)
Rudolf Meyer (* 8. März 1953 in Winsen (Luhe)) ist ein deutscher Politiker (CDU).
Nachdem er 1969 die mittlere Reife erreicht hatte, wurde Meyer 1971 landwirtschaftlicher Gehilfe, 1972 staatlich geprüfter Wirtschafter und 1975 Landwirtschaftsmeister. Er war praktizierender Landwirt mit Schwerpunkt Acker- und Gemüsebau sowie Forstwirtschaft. Er war zudem Präsident der Ländlichen Erwachsenenbildung in Niedersachsen e. V., Mitglied im Niedersächsischen Landvolk und im engeren Vorstand des Landvolk-Kreisverbandes Harburg e. V. sowie Vorsteher der Realgemeinde Luhdorf.
1988 trat Meyer in die CDU ein. Von 1992 bis 1994 war er stellvertretender Vorsitzender des Ortsverbandes Winsen, 1993 wurde er stellvertretender Vorsitzender des CDU-Kreisverbandes Harburg/Land. Bei der Bundestagswahl 1994 gewann Meyer das Direktmandat im Bundestagswahlkreis Harburg und saß so eine Wahlperiode lang im Deutschen Bundestag.